# Sint-Annakerk (Eck en Wiel)
De Sint-Annakerk in het dorp Eck en Wiel in de Nederlandse provincie Gelderland is een grotendeels 15de-eeuws kerkgebouw.
De kerk werd 1266 gesticht en gewijd aan Sint-Anna. De oorspronkelijke kerk werd rond 1363 verwoest, waarna een nieuwe kerk werd gebouwd, die in opzet sterk lijkt op die van het naburige Ingen. Het oudste gedeelte is de 14de-eeuwse toren, die in de 15de eeuw werd verhoogd en ingebouwd toen het driebeukige pseudobasilicale schip tot stand kwam. Het koor, dat hoger is dan het schip, is 16de-eeuws. De torenspits, een ingesnoerde naaldspits, dateert uit 1837.
De kerk is voorzien van netgewelven. In de koorsluiting bevinden zich kraagstenen, die de symbolen van de vier Evangelisten afbeelden.
De 17de-eeuwse preekstoel bevindt zich op een tamelijk ongebruikelijke plaats, namelijk tegen de westmuur. De kansel, die op een voormalige doopvont rust, is voorzien van een lessenaar uit 1728. Tot de inventaris behoren verder vier koperen lichtkronen, een koperen doopbekken en een doophek, alle uit de 17de eeuw. Ook 17de-eeuws is de herenbank voor de bewoners van Huis te Wiel.
Onder het koor liggen drie grafkelders, waarvan de vroegere heren van Eck en Wiel de grootste in beslag nemen.
In de toren hangt een luidklok uit 1420, gegoten door William Butendiic. De klok werd tijdens de Duitse bezetting gevorderd, maar kon worden gered doordat twee dorpelingen hem tijdens het transport naar Hamburg in het IJsselmeer wisten te laten verdwijnen.
De kerk kwam in 1577 in protestantse handen en wordt thans gebruikt door de Hervormde Gemeente Eck en Wiel (PKN).